# Martin Oldenstädt

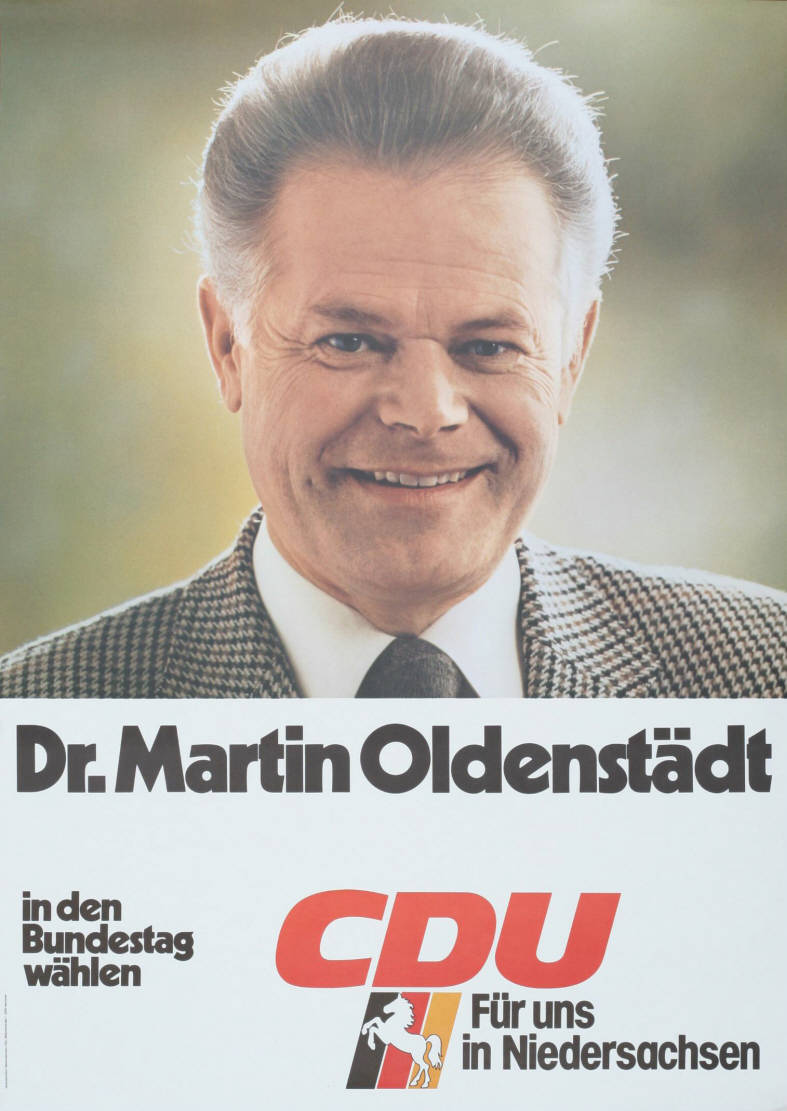
Kandidatenplakat Martin Oldenstädts zur Bundestagswahl 1980

Martin Oldenstädt (* 27. November 1924 in Barnstorf; † 21. November 2004 in Verden) war ein deutscher Ingenieur und Politiker (CDU).

## Leben und Beruf
Am 1. Mai 1942 beantragte Oldenstädt die Aufnahme in die NSDAP und wurde zum 1. September desselben Jahres aufgenommen (Mitgliedsnummer 9.113.094). Nach anschließendem Kriegsdienst als Marineoffizier nahm Oldenstädt 1948 ein Studium des Vermessungswesens an der Technischen Hochschule Hannover auf, das er 1958 mit dem zweiten Staatsexamen und 1960 mit der Promotion zum Dr.-Ing. beendete. Er war seit 1951 als Mitarbeiter in einem Vermessungsbüro tätig und erhielt 1959 die Zulassung zum Vermessungsingenieur.
Oldenstädt war 1960 Mitbegründer einer Vermessungsbürogemeinschaft in Wittorf, deren Leitung er später übernahm. Er war von 1963 bis 1987 stellvertretender Vorsitzender und von 1987 bis 1989 Geschäftsführer des BDVI. 1995 ging er in den Ruhestand.

## Abgeordneter
Bei der Bundestagswahl 1972 wurde Oldenstädt über die Landesliste der CDU Niedersachsen in den Deutschen Bundestag gewählt, dem er zunächst bis 1976 angehörte. Hier war er Mitglied des Ausschusses für Bildung und Wissenschaft.
Oldenstädt rückte am 11. September 1979 über die Landesliste der CDU Niedersachsen für den ausgeschiedenen Abgeordneten Philipp von Bismarck in den Bundestag nach, dem er dann bis 1987 angehörte. Von 1980 bis 1987 war er Mitglied im Verteidigungsausschuss. Von 1983 bis 1987 war er direkt gewählter Abgeordneter des Wahlkreises Verden. 